# Bière du Boxer
Die Bière du Boxer SA ist die Nachfolgefirma der Brasserie du Boxer S.A, die 1960 in Lausanne gegründet wurde. Die Bierbrauerei bezog Ende März 2012 ihren neuen Standort in Yverdon-les-Bains.
Im Jahr 2018 wurde die Bière du Boxer SA durch die Doppelleu AG übernommen, dadurch entstand die Doppelleu Boxer AG, 2023 umbenannt zu Chopfab Boxer AG. Der Grossteil der Produktion wurde nach Winterthur verlegt, während am Standort Yverdon-les-Bains eine Abfüllanlage und kleine Braustätte erhalten bleiben. 

## Geschichte
Die Brauerei wurde 1960 in Lausanne unter dem Namen Brasserie du Boxer S.A. gegründet und nahm die Produktion 1962 in Romanel-sur-Lausanne auf. 1982 ging sie an einen französischen Eigentümer, 1994 an eine indische Gruppe. Nach dem Konkurs 1997 gründeten neue Investoren die Nachfolgefirma Bière du Boxer SA. Mit einer Jahresproduktion von etwa 30'000 Hektolitern ist sie die grösste unabhängige Brauerei der französischsprachigen Schweiz. Sie verlegte den Betrieb Ende März 2012 auf das Gelände der ehemaligen Mineralquelle Arkina in Yverdon-les-Bains.
Der Boxerhund namens Aramis des Gründers und ersten Direktors der Brauerei, Albert Heusser, stand Pate bei der Namensgebung, ein Bild befindet sich noch heute auf dem Etikett.

## Stellung gegenüber dem Schweizer Bierkartell
Der Inhaber der neu gegründeten Brauerei war ein erklärter Gegner des Bierkartells. Er setzte bewusst auf eine abweichende Flaschengrösse von 50 cl gegenüber der Norm des Kartells von 60 cl (später 58 cl) und verwendete andere Gebinde. Bei den Vorgaben für die Eigenschaften der Biere hielt er sich ebenfalls nicht an die Regeln des damaligen Schweizerischen Bierbrauervereins (heute Schweizer Brauerei-Verband.) Die Produkte wurden in der ganzen Schweiz frei abgesetzt und boten dem Einzelhandel und den Gaststätten eine Alternative zu den rigiden Zuteilungsregeln der Kartellbrauereien. Boxer profitierte durch den Umstand der freien Vertriebswege dennoch indirekt vom Kartell. Der Kundenschutzvertrag des Kartells erlaubte es den Wirten, das Bier eines Aussenseiters zu führen, den Händlern hingegen wurde mit der Beendigung der Kundenbeziehung gedroht, falls sie ihr Sortiment in diese Richtung ergänzten. Daraus ergab sich, dass die Westschweizer Brauerei etwa 90 % ihrer Produktion in der deutschsprachigen Schweiz absetzen konnte.
Angesichts der Umstände ist es bemerkenswert, dass 1974 die Zürcher Brauerei Hürlimann erwog, Boxer zu übernehmen, um die Stellung in der Romandie zu stärken. Die Kaufoption liess sie jedoch ungenutzt verstreichen, weil Bedenken im Zusammenhang mit der Übernahme eines Aussenseiters überwogen.
Im November 1988 lancierte der Grossverteiler Coop das «Tell»-Bier, das vorderhand von der Churer Brauerei Calanda sowie in der Brauerei Bière du Boxer in Romanel-sur-Lausanne hergestellt wird.
Die Veränderungen nach dem Zusammenbruch des Kartells Anfang der 1990er-Jahre und durch die bereits früher erfolgte Marktöffnung für ausländische Biere belasteten auch bei Boxer die Erfolgsrechnung. Die Anteile der Absatzgebiete änderten sich in den Folgejahren markant: Im Jahre 2010 blieben etwa 60 % des Ausstosses in der französischsprachigen Schweiz, der Rest ging in die Deutschschweiz.